# Axel Hörlin
Axel Theodor Hörlin, född 9 augusti 1871 i Bie i Södermanlands län, död 23 maj 1958 i Ununge i Uppland, var en svensk målare och dekorationsmålare.
Hörlin var son till sadelmakaren Adolf Wilhelm Hörlin och Anna Sofia Nilsdotter. Han studerade vid Kunstgewerbeschule i Berlin 1893–1896 och vid Tekniska skolan i Stockholm  1897–1898 samt periodvis vid Wilhelmsons målarskola i Stockholm 1915–1918. Hans konst består av stilleben, porträtt, interiörer och landskap samt en rad dekorativa arbeten i kyrkor, slott och herrgårdar.  
Hörlin var från 1898 gift med Anna Theresia Petterson. De är begravda på Skogskyrkogården i Stockholm. Konstnären Tor Hörlin är deras son. Axel Hörlin var kusin med skulptören Gerhard Henning.